# 麻鳥千穂
麻鳥 千穂（あさどり ちほ、1937年2月10日 - 2017年6月2日）は、元宝塚歌劇団花組主演男役。宝塚歌劇団40期生。兵庫県出身。本名、島﨑 澪子（しまざき みおこ）。宝塚歌劇団時代の公称身長は162cm。宝塚時代の愛称はカンさま、ハザカン。

## 略歴
1953年、宝塚歌劇団に入団し、『春の踊り』－花の宝塚－で初舞台。同期に浜木綿子（元雪組トップ娘役／香川照之の母）、那智わたる（元星組トップスター）、藤里美保（元月組トップスター）などがいる。宝塚入団時の成績は64人中11位。
1970年10月5日、宝塚歌劇団退団。その後は宝塚音楽学校評議員・声楽講師を務めていた。
2014年、宝塚歌劇団創立100周年を記念して創立された『宝塚歌劇の殿堂』最初の100人のひとりとして殿堂入り。なお、前述で同期の浜・那智・藤里も殿堂入りを果たしている。
2017年6月2日、大動脈瘤解離のため死去。80歳没。

## 宝塚歌劇団時代の主な舞台
- 『わらべ唄風土記』（花組）（1960年2月3日 - 2月28日、宝塚大劇場）
- 『シューベルトの恋』（花組）（1961年11月1日 - 11月26日、宝塚大劇場）
- 『吹雪の青春』－若きアルピニスト達－ 、『明日に鐘は鳴る』（花・月組）（1961年11月29日 - 12月27日、新芸劇場）
- 『哀愁の巴里』（花組）（1962年6月2日 - 7月1日、宝塚大劇場）
- 『嫁とり長者』『カチューシャ物語』（星組）（1962年9月4日 - 9月30日、宝塚大劇場）
- 『あなたは追われている』（星・雪組）（1962年12月1日 - 12月27日、宝塚大劇場）
- 『タカラジェンヌに栄光あれ』（花・星組）（1963年1月1日 - 1月31日、宝塚大劇場）
- 『花詩集1963年』－第一部百花譜、第二部ブーケ・ダムール－（星組）（1963年3月26日 - 4月29日、宝塚大劇場）
- 『太陽に乾杯!』（星組）（1963年8月2日 - 9月1日、宝塚大劇場）
- 『いろはにほへと』『ラテン・アメリカ』（花組）（1963年10月1日 - 10月29日、宝塚大劇場）
- 『レビューへの招待』（月・星組）（1964年1月1日 - 1月29日、宝塚大劇場）
- 『レビュー・オブ・レビューズ』（花・雪合同）（1964年5月7日 - 5月31日、宝塚大劇場）
- 『天使が見ている』（花組）（1964年6月30日 - 8月2日、宝塚大劇場）
- 『狐貉狸さん』『世界は一日』（花組）（1964年9月2日 - 9月29日、宝塚大劇場）
- 『われら花を愛す』『エスカイヤ・ガールス』（花組）（1965年3月3日 - 3月23日、宝塚大劇場）
- 『ぼくらの時代』（花組）（1965年6月2日 - 6月29日、宝塚大劇場）
- 『日本の幻想』『あゝそは彼の人か』（花組）（1966年2月3日 - 2月27日、宝塚大劇場）
- 『シンデレラ・イタリアーノ』『2人が出会うとき』 （花組）（1966年6月2日 - 6月29日、宝塚大劇場）
- 『鬼にもらった美女』『夢を売る妖精たち』（花組）（1966年7月30日 - 8月31日、宝塚大劇場）
- 『龍鳳夢』（花組）（1967年1月1日 - 1月25日、宝塚大劇場）
- 『燦めく星の下に』（花組）（1967年6月2日 - 6月28日、宝塚大劇場）
- 『海の花天女』（花組）（1967年8月2日 - 8月29日、東京宝塚劇場）
- 『ヒット・キット』（花組）（1967年9月30日 - 10月29日、宝塚大劇場）
- 『マイ・アイドル』（花組）（1968年3月28日 - 4月25日、宝塚大劇場）
- 『メナムに赤い花が散る』『海のバラード』（花組）（1968年9月3日 - 9月30日、宝塚大劇場）
- 『メナムに赤い花が散る』『ハリウッド・ミュージカル』（花組）（1968年11月1日 - 12月1日、宝塚大劇場）
- 『風の砦』『ガールス・オー！ガールッス』（花組）（1969年1月1日 - 1月30日、宝塚大劇場）
- 『テ・キエロ』（花組）（1969年4月26日 - 5月29日、宝塚大劇場）
- 『真夏のクリスマス』『愛の交響詩』（花組）（1969年8月7日 - 9月2日、宝塚大劇場）
- 『タカラヅカEXPO'70』第一部　四季の踊り絵巻、第2部　ハロー！タカラヅカ（雪組）（1970年3月14日 - 4月14日、宝塚大劇場）
- 『ドリーム・ア・ドリーム』－夢に歌うピエール－（花組）（1970年7月3日 - 7月30日、宝塚大劇場）＊退団公演

## 宝塚歌劇団退団後の出演
- 『リサイタル―愛する時と歌う時』（1991年10月、宝塚バウホール）